# Richard Bennett (Schauspieler)

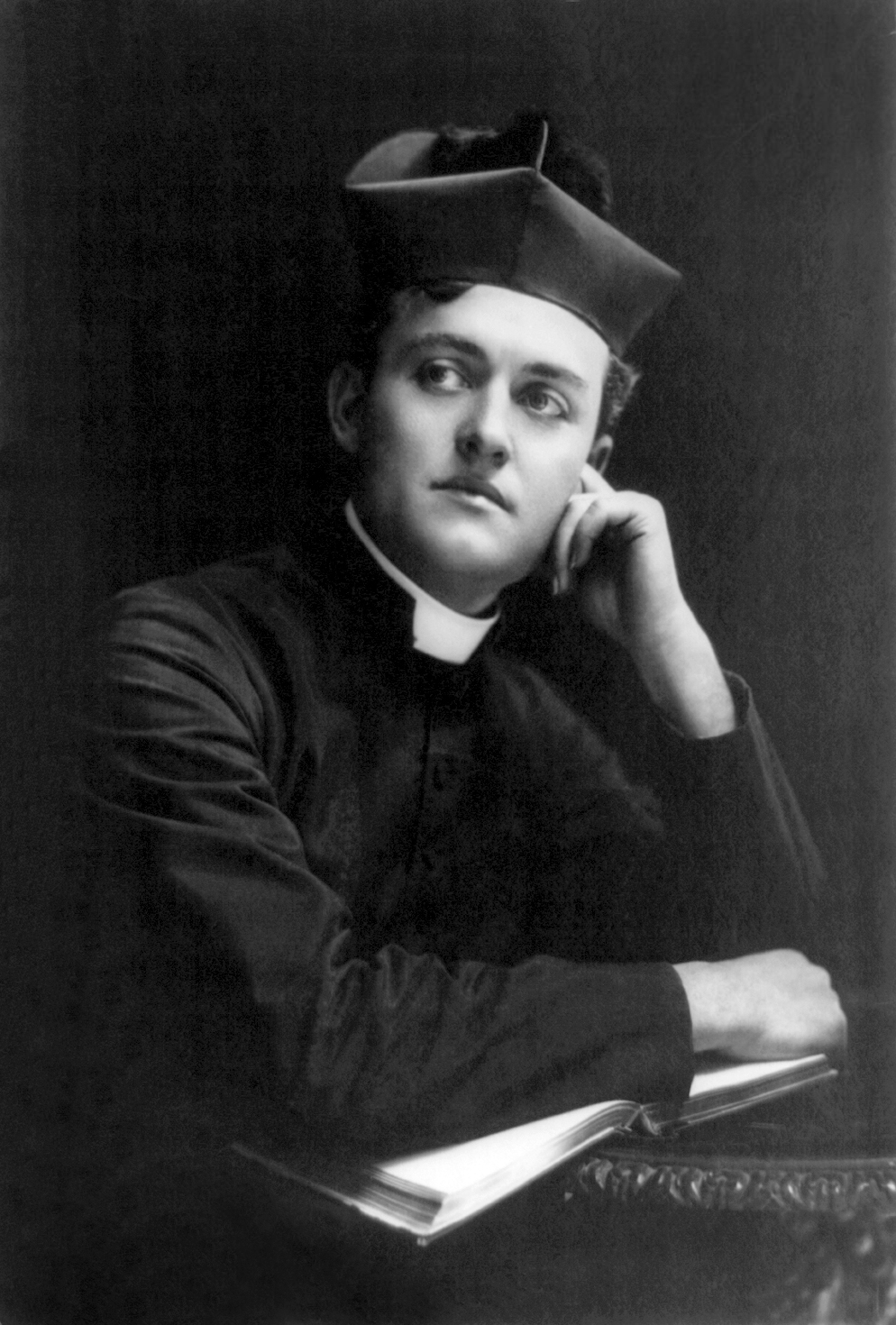
Richard Bennett als Father Anselem im Stück A Royal Family (um 1900)

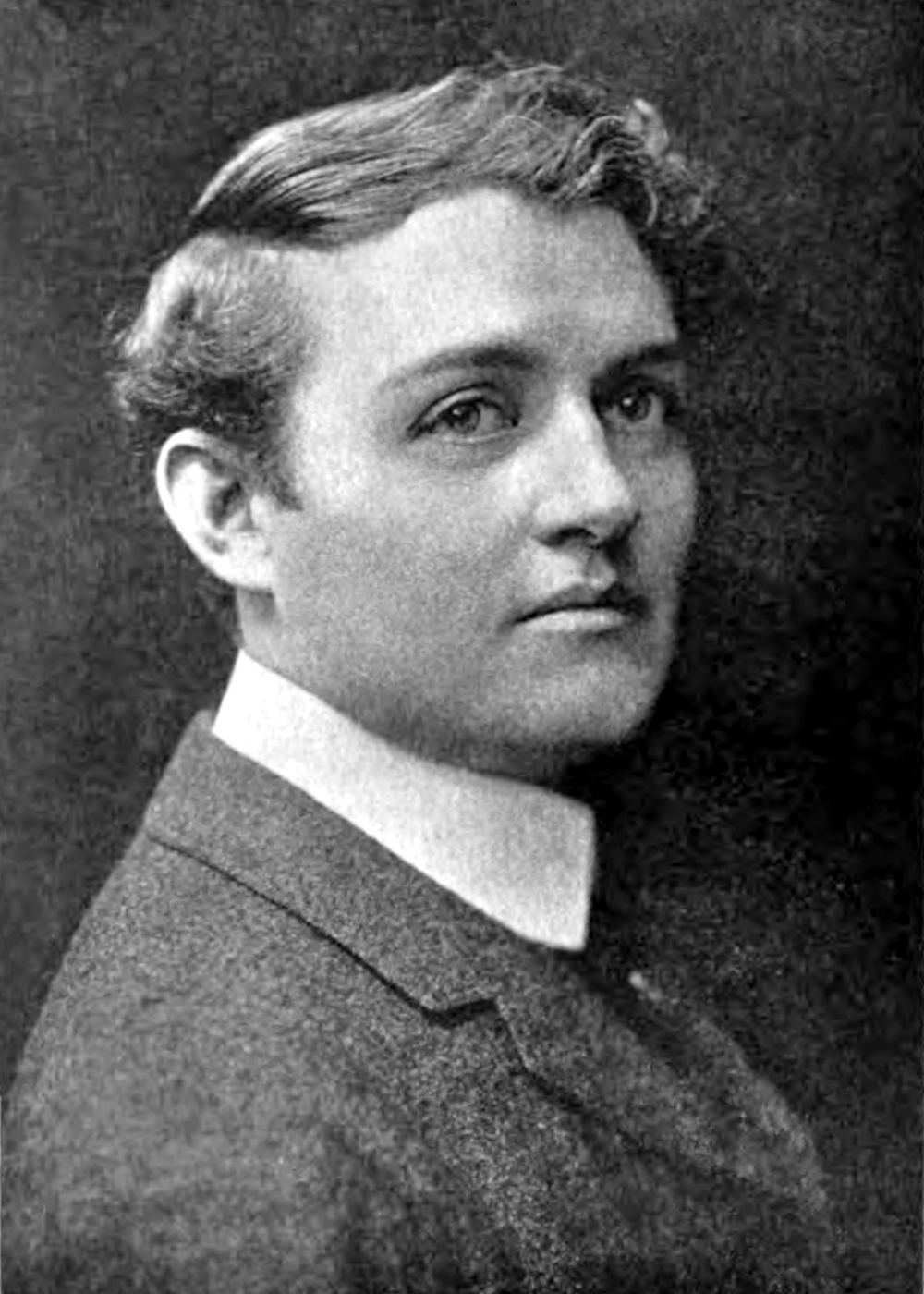
Richard Bennett (vor 1908)

Richard Bennett (* 21. Mai 1870 in Deacon, Indiana als Charles Clarence Bennett; † 22. Oktober 1944 in Los Angeles, Kalifornien) war ein US-amerikanischer Schauspieler, der Anfang des 20. Jahrhunderts als einer der bekanntesten Theaterschauspieler der USA galt.

## Leben
Richard Bennett wurde 1870 in einem kleinen Dorf in Indiana als Sohn von George Washington Bennett und Eliza Huffman geboren. Er hatte eine jüngere Schwester. Vor seiner Schauspielkarriere arbeitete Bennett auf einem Dampfschiff auf den Großen Seen, als professioneller Boxer, als Schausteller für Medizin, als Minnesänger sowie als Nachtwächter in einem Hotel in Chicago. Er gab sein Debüt als Schauspieler in The Limited Mail (1891) in einem Chicagoer Theater. Nachdem er sich bereits einen guten Ruf erarbeitet hatte, gab er im Jahre 1899 sein Debüt am Broadway in New York, in dem von Charles Frohman produzierten Stück His Excellency the Governor. In den nächsten Jahren folgten zahlreiche Stücke am Broadway und Bennetts Rollen wuchsen. Er wurde 1905 zum Hauptdarsteller des Stückes Man and Superman von George Bernard Shaw. Bis Mitte der 1930er-Jahre spielte er in über 35 Broadway-Stücken. Neben seiner Arbeit am Broadway tourte Bennett mit seiner eigenen Theatertruppe über viele Jahre durch ganz Amerika.
Eine Reihe von großen Rollen für Bennett folgten und er wurde zeitweise zu einem der populärsten Theaterschauspieler Amerikas. Der gutaussehende Schauspieler erwarb sich insbesondere eine große weibliche Anhängerschaft und hatte den Ruf eines „Matinee-Idols“. 1908 spielte er mit Maude Adams die Hauptrollen im Stück What Every Woman Knows. 1912 spielte er die Hauptrolle im damals umstrittenen Sozialstück Damaged Goods, welches von Sexuell übertragbaren Erkrankungen handelte. Damaged Goods wurde wegen seines großen Erfolgs 1914 zu einem Film mit Bennett in der Hauptrolle gemacht. Obwohl es sein erster Film war, übernahm er ebenfalls Regie und schrieb am Drehbuch mit. Bis zum Jahre 1943 übernahm er immer wieder in unregelmäßigen Abständen Filmrollen und spielte so in insgesamt 28 Produktionen. Während er in seinen frühen Filmen stets die Hauptrolle innehatte, musste er sich bei seinen Tonfilmen ab den 1930er-Jahren altersbedingt mit Nebenrollen begnügen, hier häufig als ehrbare und respektable Autoritätsfigur. Seinen heute wohl bekanntesten Auftritt hatte er als Familienpatriarch im Drama Der Glanz des Hauses Amberson (1942) von Orson Welles. Er hatte ebenfalls eine zentrale Rolle als sterbender Millionär im starbesetzten Film Wenn ich eine Million hätte (1932). Über das Filmgeschäft hatte Bennett jedoch eine negative Meinung: es sei keine Arbeit, sondern ein Irrenhaus.
Seine erste Ehefrau Grena Hellar heiratete Bennett im Jahre 1901, allerdings wurde die Ehe bald geschieden. Sie arbeitete später als Schauspielerin am Broadway und war für eine Zeitung als Musikkritikerin tätig. 1903 heiratete er die Schauspielerin Adrienne Morrison (1883–1940). Die Töchter der beiden waren die populären Schauspielerinnen Constance Bennett, Barbara Bennett und Joan Bennett. Die Ehe zerbrach 1925 und Bennett heiratete 1927 die deutlich jüngere Aimee Raisch, welche zuvor mit einem Millionär verheiratet war. Das Paar trennte sich 1934, die Ehe wurde allerdings erst 1937 geschieden.
Richard Bennett verstarb 1944 im Alter von 74 Jahren an einem Herzinfarkt. Er liegt auf dem Pleasant View Cemetery in Lyme neben seiner zweiten Ehefrau begraben.

## Filmografie
- 1914: Damaged Goods (auch Drehbuch)
- 1916: The Sable Blessing
- 1916: Philip Holden – Waster
- 1916: And the Law Says (auch Regisseur)
- 1916: The Valley of Decision (auch Drehbuch)
- 1917: The Gilded Youth
- 1917: National Red Cross Pageant
- 1919: The End of the Road
- 1919: Secret Marriage (nur Drehbuch)
- 1923: The Eternal City
- 1924: Youth for Sale
- 1925: Lying Wives
- 1928: The Home Towners
- 1931: Five and Ten
- 1931: Bought!
- 1931: Arrowsmith
- 1932: This Reckless Age
- 1932: No Greater Love
- 1932: Madame Racketeer
- 1932: Strange Justice
- 1932: Wenn ich eine Million hätte (If I Had a Million)
- 1933: Big Executive
- 1934: Nana
- 1935: 18 Minutes
- 1942: Der Glanz des Hauses Amberson (The Magnificent Ambersons)
- 1943: Von Agenten gejagt (Journey into Fear)